# Utivarachna rama
Utivarachna rama är en spindelart som beskrevs av Thanaphum Chami-Kranon och Likhitrakarn 2007. Utivarachna rama ingår i släktet Utivarachna och familjen flinkspindlar.
Artens utbredningsområde är Thailand. Inga underarter finns listade i Catalogue of Life.